# Падерборнский собор
Падерборнский собор, Высокий собор святых Марии, Либориуса и Килиана (нем. Paderborner Dom, Hohe Dom Ss. Maria, Liborius und Kilian) — католический кафедральный собор Падерборнского епископства, находящийся в центре города Падерборн земли Северный Рейн-Вестфалия, Германия.

## История
Первым патроном Падерборна и епископства был святой Либориус. Его мощи были в 836 году императором Франкского государства Людовиком Благочестивым переданы из Франции, из города Ле-Ман, в Падерборн. После возвращения посланных во Францию монахов, привезших останки святого, в Падерборне ежегодно в июле отмечается «праздник Либория». Другими святыми, которым посвящён собор, являются Пресвятая Богородица Мария и св. Килиан.
Основные постройки собора, которые мы можем видеть, были возведены в XIII веке. Особенно характерна для архитектуры того времени Западная башня, выдержанная в романском стиле (начало XIII века), высотой в 93 метра и возвышающаяся над центральной частью Падерборна. Длина собора равняется 104 метрам, ширина — 53 метрам, высота соборного зала — 28 метров. В соборной крипте длиной в 32 метра, одной из крупнейших в Германии, хранятся святые реликвии св. Либориуса. Собор имеет прототипом раннеготические церковные сооружения западной Франции, ставшие типовыми проектами при возведении христианских церквей в Вестфалии (как и французская готическая пластика при украшении соборов). В то время как башня была построена в романском стиле, все пять больших окон — несмотря на длительность строительства — вытесаны из камня с изяществом готических форм и пропорций. В последующие столетия производились различные достройки и доработки, в целом не сказавшиеся на общем облике здания. В первую очередь это касается восстановления в стиле барокко разграбленных и испорченных частей собора в ходе Тридцатилетней войны, и после 1945 года — разрушений, полученных в результате бомбардировок.
Севернее нынешнего собора в 776 году была построена крепость Карлсбург, где после встречи Карла Великого и папы Римского Льва III в 799 году было основано епскопство Падерборнское. В состав соборного комплекса входит также капелла св. Бартоломея, освящённая в 1017 году — старейшая из сохранившихся севернее Альп. Сам собор стоит на двух источниках — Диленпадер и Ротоборпадер, двух из семи, образующих реку Падер (давшей имя городу).
Одной из достопримечательностей собора является т. н. «окно Трёх зайцев», созданное в начале XVI столетия из красного песчаника, привезённого с берегов Везера. Витраж его изображает трёх скачущих по кругу зайцев, крестообразно позиционированных друг относительно друга. В результате определённой оптической иллюзии на изображении зайцы имеют всего три уха на троих, и в то же время у каждого из них мы видим их по два. Об этом дословно говорит приведённое рядом пояснительное стихотворение: Der Hasen und der Löffel drei, und doch hat jeder Hase zwei. «Окно Трёх зайцев» является одним из символов города Падерборн и талисманом для его жителей.
Из внутренних построек собора наиболее ранними являются Центральный (Райский) портал (до 1240 года), скульптурная Пьета (ок. 1380 года), готический алтарь конца XV века, а также «Двойная мадонна» (около 1480 года).

## Хоры, орган и колокола
В соборе были созданы в общей сложности 4 хора; старейший из них, основанный епископом Хатумаром, относится к временам не позднее 806 года. Последний был создан в 1981 году Теодором Холтхофом, и развился в один из известнейших музыкальных хоров региона. В 2007 году из мужских голосов соборного хора образовалась Schola Gregoriana, в которой 12 голосов занимаются исполнением григорианских хоралов. Также с 2008 года в Домском хоре поют 110 девочек и девушек в возрасте от 7 и до 20 лет.
Орган Падерборнского собора, имеющий 151 регистер, является третьим по величине среди церковных органов Германии. Состоит из трёх частей, изготовленных в 1981 году фирмой Westfälischer Orgelbau S. Sauer в городе Хёкстер, в 2004—2005 годах он был усовершенствован. Башенный орган со своими 81 регистрами является основным. Наиболее низкие, создаваемые им звучания, человеческим ухом не воспринимаются. Хоровой орган имеет 53 регистра и тёплое, спокойное звучание. Криптовый орган с его 15 регистрами — самый маленький. Создан в 1971 году Антоном Фейтом-младшим, доработан в 2005 году.
До 1886 года на Западной башне Собора находились два ценнейших старинных колокола, изготовленных в XIII столетии — Клара и Глория. Затем они были уничтожены. Используемые ныне колокола были отлиты уже после Второй мировой войны. Это шесть колоколов из стали от 1951 года и два бронзовых малых. Главный колокол собора — стальной Колокол Либориуса — имеет самое низкое звучание из всех колоколов Падерборна. Это также один из самых тяжёлых колоколов Германии.